# NGC 6516
NGC 6516 је спирална галаксија у сазвежђу Змај која се налази на NGC листи објеката дубоког неба.
Деклинација објекта је + 62° 40' 10" а ректасцензија 17h 55m 16,6s. Привидна величина (магнитуда) објекта NGC 6516 износи 15,0 а фотографска магнитуда 15,8. NGC 6516 је још познат и под ознакама MCG 10-25-118, CGCG 300-94, CGCG 301-1, PGC 61109.